# Nepticula klimeschi
Nepticula klimeschi is een vlinder uit de familie van de dwergmineermotten (Nepticulidae). De wetenschappelijke naam van de soort is voor het eerst geldig gepubliceerd in 1933 door Skala.